# کلاوس ماریا برانداور
کلاوس ماریا برانداور (انگلیسی: Klaus Maria Brandauer؛ زادهٔ ۲۲ ژوئن ۱۹۴۳) بازیگر و کارگردان اهل اتریش است. وی از سال ۱۹۶۲ میلادی تاکنون مشغول فعالیت بوده‌است.
از فیلم‌هایی که وی در آن نقش داشته‌است، می‌توان به کشتی راهنما، هانوسن، از درون آفریقا، در میان غریبه‌ها، خانه روسی، معرفی دوروتی دندریج، راز سوزاننده و تترو اشاره کرد.